# Alfredo Enrique Torres Rondón

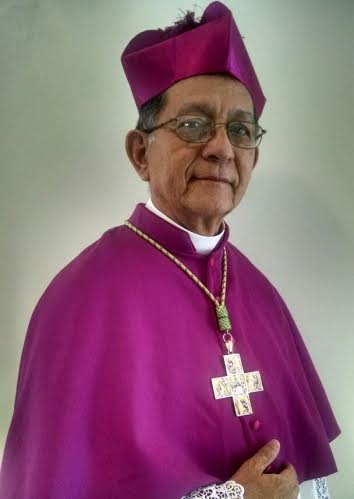
Alfredo Enrique Torres Rondón, 2019

Alfredo Enrique Torres Rondón (* 4. März 1950 in Maracaibo, Venezuela) ist ein venezolanischer Geistlicher und römisch-katholischer Bischof von San Fernando de Apure.

## Leben
Alfredo Enrique Torres Rondón empfing am 25. Juli 1976 das Sakrament der Priesterweihe.
Am 15. Juli 2013 ernannte ihn Papst Franziskus zum Titularbischof von Sassura und zum Weihbischof in Mérida. Der Erzbischof von Mérida, Baltazar Porras, spendete ihm am 13. September desselben Jahres die Bischofsweihe; Mitkonsekratoren waren Pedro Nicolás Bermúdez Villamizar, Weihbischof in Caracas, und José Luis Azuaje Ayala, Bischof von Barinas.
Papst Franziskus ernannte ihn am 15. Juli 2016 zum Bischof von San Fernando de Apure. Die Amtseinführung fand am 8. Oktober desselben Jahres statt.